# Condado de los Corbos
El condado de los Corbos es un  título nobiliario español creado el 4 de julio de 1752 por el rey Fernando VI a favor de Baltasar Mesía de Vargas y Portocarrero, señor de los Corbos, con el vizcondado previo de Villa Mesía.

## Condes de los Corbos
|                          | Titular                                      | Periodo                  |
| Creación por Fernando VI | Creación por Fernando VI                     | Creación por Fernando VI |
| ------------------------ | -------------------------------------------- | ------------------------ |
| I                        | Baltasar Mesía de Vargas y Portocarrero      | 1752-1758                |
| II                       | Pedro Mesía de Vargas y Cañas Portocarrero   | 1758-1800                |
| III                      | Manuel Mesía de Vargas y Cañas Portocarrero  | 1800-1817                |
| IV                       | Baltasar José Mesía de Vargas y Cañas        | 1817-1820                |
| V                        | Isidro Mesía de Vargas y Pifarry             | 1820-1880                |
| VI                       | García Ramón de Arce y Aponte                | 1880-1897                |
| VII                      | Gonzalo de Carvajal y Arce                   | 1897-1905                |
| VIII                     | María Justa de Carvajal y López Montenegro   | 1906-1951                |
| IX                       | Gonzalo Márquez de la Plata y Carvajal       | 1952-1972                |
| X                        | Gonzalo Márquez de La Plata y Narváez        | 1972-1990                |
| XI                       | Gonzalo Márquez de la Plata y Dolz de Espejo | 1991-actual titular      |

## Historia de los condes de los Corbos
- Baltasar Mesía de Vargas y Portocarrero (m. 20 de mayo de 1758),[2] I conde de los Corbos.[1]

Contrajo matrimonio con Francisca de Cañas Chacón Castilla-Portugal y Narváez, VII señora del Valle de Abdalajís, hija Apóstol Andrés de Cañas y de María Chacón y Padilla. Sucedió su hijo:
- Pedro Mesía de Vargas y Cañas Portocarrero (m. 1800), II conde de los Corbos.[2] y VIII señor del Valle de Abdalajís.[3]

Casó con Antonia Pacheco Portocarrero y Córdoba, hija de los III marqueses de la Torre de las Sirgadas. Sin descendencia, sucedió su hermano:
- Manuel Mesía de Vargas y Cañas Portocarrero (m. 1817), III conde de los Corbos.[2][a] Sin descendencia, sucedió otro hermano:

- Baltasar José Mesía de Vargas y Cañas (Madrid, 1743-Madrid, 19 de marzo de 1820), IV conde de los Corbos.[2] y IX y último señor del Valle de Abdalajís.[4]

Casó con Mónica de Pifarry Tosal. Sucedió su hijo:
- Isidro Mesía de Vargas y Pifarry (17 de julio de 1813-31 de julio de 1880), V conde de los Corbos.[5][2]

Casó en primeras nupcias en 1836, en Málaga, con Pilar Martínez de Mújica (m. 1864). Contrajo un segundo matrimonio con Josefa Perret Colomo Sennant Pérez (m.1813-1888), condesa de Torre Cuéllar. Sin descendencia, sucedió su pariente, descendiente de Josefa de Vargas, hija del primer conde de los Corbos, e hijo de José de Arce y Colón y de María de las Mercedes Aponte Ortega.
- García Ramón de Arce y Aponte (Cáceres, 2 de noviembre de 1844-Foz do Douro, Oporto, 4 de septiembre de 1897), VI conde de los Corbos,[5] IX marqués de Torre Orgaz, VIII marqués de Camarena la Vieja y VII conde de Encinas. Tuvo como protegidos a la familia Pérez Florido del Valle de Abdalajís, familia de la fundadora y beata Petra de San José. Intervino en la ruptura del compromiso entre la beata y su prometido, Paco Mir, por razones de rivalidad política.[8] Este episodio de Petra de San José queda reflejado en la película biográfica de la fundadora.[9]

No contrajo matrimonio pero tuvo mucha descendencia ilegítima. Sucedió su primo hermano:
- Gonzalo de Carvajal y Arce (Cáceres, 18 de septiembre de 1844-Madrid, 17 de noviembre de 1905), VII conde de los Corbos,[2][12] IX marqués de Camarena la Vieja y señor de la Casa de Ovando.[12] Hijo de Diego de Carvajal y Pizarro, alcalde de Cáceres, y de su esposa María Josefa de Arce y Colón de Larreátegui.[11]

Casó  el 14 de abril de 1873, en Cáceres, con Justa Pastora López-Montenegro y Sáenz de Laguna (1848-1931). Sucedió su hija:
- María Justa de Carvajal y López Montenegro (baut. Cáceres, 27 de julio de 1887-Cáceres, 13 de enero de 1951), VIII condesa de los Corbos[12] y VI marquesa de Camarena la Real.

Casó con Fernando Manuel Márquez de la Plata y Angioletti (Sevilla, 7 de noviembre de 1874-Cáceres, 7 de enero de 1931), caballero de la Orden de Alcántara. Sucedió su hijo:
- Gonzalo Márquez de la Plata y Carvajal (Cáceres, 22 de septiembre de 2019-Madrid, 21 de octubre de 2000), IX conde de los Corbos[12][14] y XI marqués de Camarena la Vieja, en sucesión a su tía Adela de Carvajal y López-Montenegro, X marquesa de Camarena la Vieja.[12]

Casó el 21 de junio de 1943, en Madrid, con María Dolores Narváez y Coello de Portugal (Madrid, 29 de octubre de 1923-Cáceres, 15 de noviembre de 1989), hija de Luis María Narváez y Ulloa y de Margarita Coello de Portugal y Bermúdez de Castro. Cedió el título de conde de los Corbos a su hijo que sucedió en 1972:
- Gonzalo Márquez de La Plata y Narváez (Madrid, 17 de enero de 1945-La Alberca, 3 de marzo de 1990), X conde de los Corbos[13][15] y maestrante de Zaragoza.

Casó el 16 de noviembre de 1972, en Madrid, con Pilar Dolz de Espejo y Arróspide. Sucedió su hijo:
- Gonzalo Márquez de la Plata y Dolz de Espejo, XI conde de los Corbos[16][17] y XII marqués de Camarena la Vieja, en sucesión a su abuelo paterno.[18]